# Zygmunt Schmidt
Zygmunt Schmidt (27 april 1941) is een Pools voormalig voetballer die als aanvaller speelde.
Schmidt speelde voor GKS Katowice waar hij in 1965 met 30 doelpunten topscorer werd van de tweede divisie. Als gastspeler bij Polonia Bytom won hij in de zomer van 1965 in de Verenigde Staten de International Soccer League.  In 1970 kwam hij op voorspraak van zijn landgenoot Jan Liberda naar AZ '67. Na de promotie naar de Eredivisie in 1972 vertrok hij. Nadien vestigde hij zich in Duitsland.
Hij was de eerste speler van Katowice die voor het Pools voetbalelftal uitkwam. Ook zijn broer Jan speelde eenmaal voor Polen.